# Jokeren
Jokeren (ook bekend als: Amerikaans jokeren, jokers, veertigen, veertigleggen) is een eenvoudig aan te leren gezelschapsspel met 104 speelkaarten en 4 jokers. Het kan thuis worden gespeeld of met een grotere groep mensen, onder wedstrijdleiding en verdeeld aan tafels. Het gezelschapsspel Rummikub heeft grote overeenkomsten met jokeren.

## Spelregels van jokeren

### Algemene regels

#### Doel van het spel
Doel van het spel is om zo veel mogelijk kaarten (punten) kwijt te raken door sets of rijen te vormen. Een set bestaat uit drie of vier kaarten van dezelfde waarde, maar verschillende kleuren (harten - ruiten - schoppen - klaver). Een rij bestaat uit minimaal drie kaarten van dezelfde kleur en in oplopende volgorde (aas - 2 - 3 - 4 - 5 - 6 - 7 - 8 - 9 - 10 - boer - vrouw - heer - aas). Deze sets en rijen liggen open op tafel.

#### Begin van het spel.
Elke speler begint met 13 kaarten in zijn hand. De kaarten die overblijven worden gesloten op een stapel gelegd. Om de beurt pakken de spelers de bovenste kaart van deze stapel. Daarna wordt er eerst één ronde (beurt) gespeeld zonder dat men op tafel komt.
Degene na de gever (degene die de kaarten uitgedeeld heeft) mag de eerste kaart van het stapeltje pakken, daarna een kaart op de weggooistapel leggen.
Als iemand een setje heeft van 3 kaart (1e potje), 4 dezelfde (2e potje), 3 + 4 kaart (3e potje), 4 + 5 kaart (4e potje), 5 kaart + 4 dezelfde (5e potje) of 5 kaart alles uit (6e en laatste potje) mag die dat neerleggen. Dit wordt uitkomen genoemd. In een volgende beurt mag deze speler ook bij sets en rijen die door medespelers gevormd zijn, kaarten aanleggen.
De kaartwaardes zijn als volgt:
- Aas: 11 punt(en)
- Heer, vrouw en boer: 10 punten
- Joker: 25 punten
- 2 t/m 10: op de kaart aangegeven punten

#### Variaties
De regels zijn meestal zoals hierboven, behalve dat er 5 rondes worden gespeeld met veranderen kaartenreeksen om uit te komen.
Bijvoorbeeld:
- Ronde 1: 3 kaarten op rij, of set.
- Ronde 2: minimaal 40 punten (set of rij)
- Ronde 3: 4 kaarten op rij
- Ronde 4: 5 kaarten op rij
- Ronde 5: alle kaarten in de hand.

#### De joker
Een joker mag voor iedere kaart worden neergelegd. De speler die dat doet moet wel aangeven voor welke kaart hij de joker heeft gelegd. Een (andere) speler mag de neergelegde joker omruilen voor de oorspronkelijke kaart. Dat mag echter alleen door een speler die al is uitgekomen.

#### Einde van het spel
Het spel kan pas eindigen nadat iedere speler één keer aan de beurt is geweest. De speler die in één keer al zijn kaarten (min één) in één of meer sets en/of rijen op tafel kan leggen, is de winnaar. De éne kaart die hij overhoudt, legt hij op het weggooistapeltje.

#### Puntentelling
De winnaar krijgt 0 (straf)punten. De overige spelers tellen nu het aantal kaarten in de hand.
Op het formulier wordt voor de winnaar een - gezet en voor de andere spelers het aantal kaarten dat is overgehouden.
Na vijf beurten wordt een tussentotaal geteld. Er worden in totaal 10 spelletjes gespeeld.
Ter controle worden de - en geteld en boven in het formulier gezet.

### Wedstrijdregels

#### Algemeen
Voor wedstrijden met grotere groepen: 
- Er kan met 3 of 4 personen aan een tafel worden gespeeld.
- Er worden 2 ronden van 10 gespeeld.
- Voor iedere ronde wordt er geloot aan welke tafel U speelt.
- Er moet per tafel een voor een worden gegeven en iedere speler krijgt 13 kaarten.
- De puntentelling van de kaarten is bij het op tafel leggen:
  - Aas - 11 punten;
  - Heer, Vrouw en Boer - 10 punten;
  - de joker telt voor 25 punten;
  - 2 t/m 10 tellen voor het op de kaart aangegeven aantal punten.

#### Wedstrijdresultaten
De restkaarten in elke hand moeten voor iedereen zichtbaar en hardop worden geteld. Het aantal behaalde punten wordt ingevuld op het wedstrijdformulier. 
Aan het einde van de 10 partijen worden de kolommen opgeteld en gecontroleerd door de overige spelers.